# Андріївка (зупинний пункт)
Андрі́ївка — пасажирський зупинний пункт Коростенської дирекції Південно-Західної залізниці.
Розташований у селі Андріївка Черняхівського району Житомирської області на лінії Коростень — Житомир між станціями Топорище (5 км) та Горбаші (4 км). Поруч пролягає автошлях Т 0607.

## Пасажирське сполучення
На зупинному пункті Андріївка зупиняються приміські потяги у напрямку станцій Коростень та Житомир.